# 摩訶貴來
摩訶貴來（梵語： Maha Kali，？—1452年）是占城第十四王朝國王，1446年至1449年在位。他是占城國王占巴的賴之姪。
1446年，占城王摩訶賁該在與大越後黎朝的交戰中被擒，摩訶貴來遣使赴明朝，自稱根據占巴的賴的遺命，自己當嗣位為王。 明朝派給事中陳誼、行人薛干前往占城，封摩訶貴來為王。
1449年，摩訶貴來被弟弟摩訶貴由篡奪王位。1452年，摩訶貴來病死。

## 腳註
1. ↑  《明史·外國列傳五》：故王占巴的賴侄摩訶貴來遣使奏：「先王抱 疾，曾以臣為世子，欲令嗣位。臣時年幼，遜位於舅氏摩訶賁該。後屢興兵伐安南， 致敵兵入舊州古壘等處，殺掠人畜殆盡，王亦被擒。國人以臣先王之侄，且有遺命， 請臣代位。辭之再三，不得已始於府前治事。臣不敢自專，伏候朝命。」

| 摩訶貴來        |                                  |                 |
| 前任： 摩訶賁該 | 占婆第十四王朝君主 1446年—1451年 | 繼任： 摩訶貴由 |
| 前任： 摩訶賁該 | 占婆國王 1446年—1451年           | 繼任： 摩訶貴由 |